# British Rail 314 sorozat

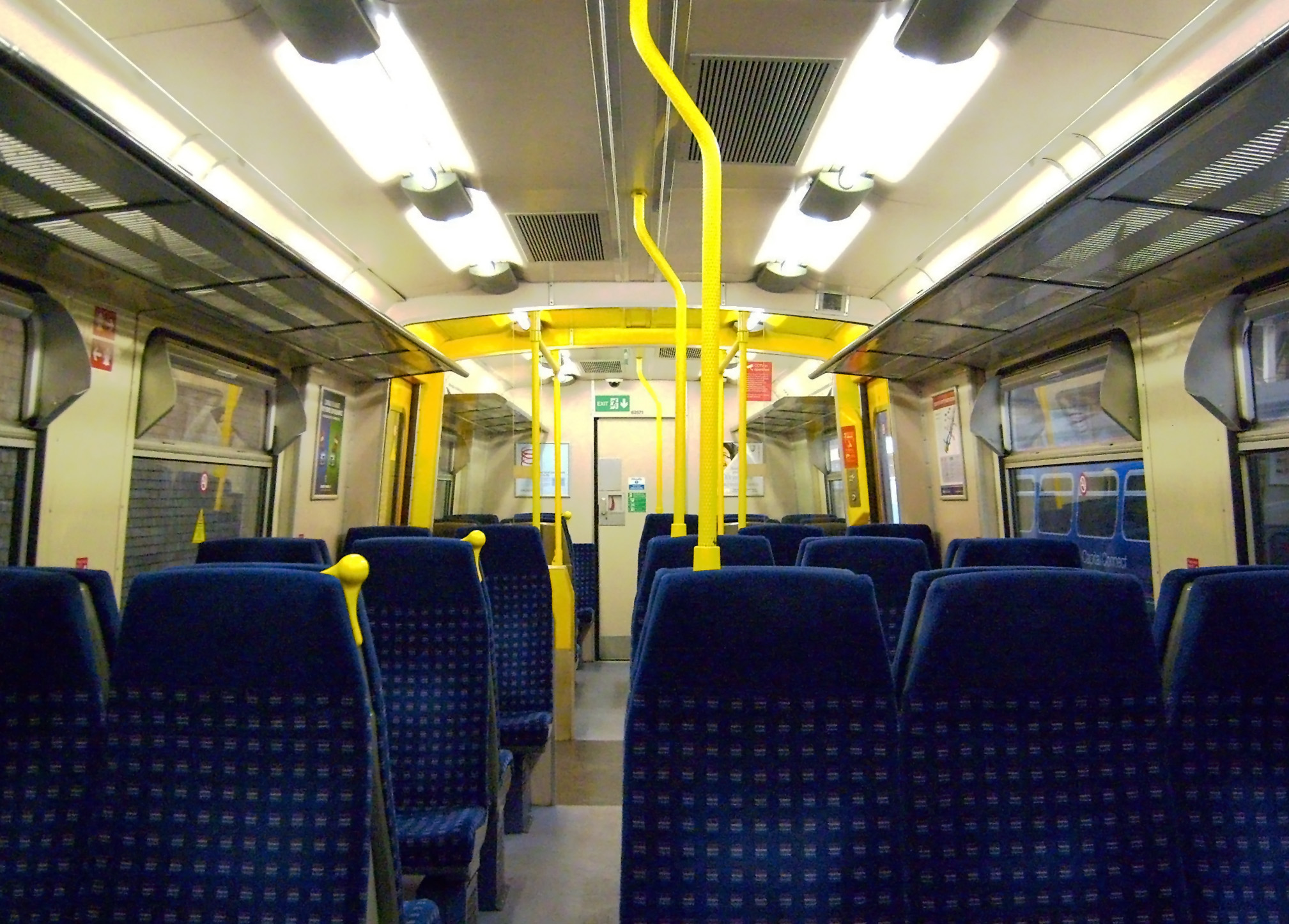
Utastér

A British Rail 314 sorozat egy angol 25 kV 50 Hz-es váltakozó áramú, háromrészes villamosmotorvonat-sorozat. Összesen 16 motorvonat készült a BREL-nél York-ban 1979-ben. Jelenleg a FirstScot Rail üzemelteti Skóciában a sorozatot.